# Chaetaspis stenochlaenae
Chaetaspis stenochlaenae är en svampart som beskrevs av Syd. & P. Syd. 1917. Chaetaspis stenochlaenae ingår i släktet Chaetaspis och familjen Parmulariaceae.   Inga underarter finns listade i Catalogue of Life.